# Vuelta a Andalucía 2020
La 66.ª edición de la Vuelta a Andalucía (llamado oficialmente: Ruta Del Sol Vuelta Ciclista a Andalucía) fue una carrera de ciclismo en ruta por etapas que se celebró en España entre el 19 y el 23 de febrero de 2020 sobre un recorrido de 685,8 kilómetros dividido en 5 etapas, con inicio en la ciudad de Alhaurín de la Torre y final en la ciudad de Mijas.
La carrera formó parte del UCI ProSeries 2020, calendario ciclístico mundial de segunda división, dentro de la categoría UCI 2.Pro y fue ganada por el danés Jakob Fuglsang del Astana. Completaron el podio, como segundo y tercer clasificado respectivamente, el australiano Jack Haig del Mitchelton-Scott y el español Mikel Landa del Bahrain McLaren.

## Equipos participantes
Tomaron parte en la carrera 21 equipos: 8 de categoría UCI WorldTeam invitados por la organización, 12 de categoría UCI ProTeam y uno de categoría Continental. Formaron así un pelotón de 144 ciclistas de los que acabaron 127. Los equipos participantes fueron:
| WorldTeams (8)- Astana - Lotto Soudal - Jumbo-Visma - Mitchelton-Scott - AG2R La Mondiale - UAE Team Emirates - Bahrain McLaren - Movistar Team ProTeams (12)- Riwal Readynez - Sport Vlaanderen-Baloise - Alpecin-Fenix - Gazprom-RusVelo - Burgos-BH - Euskaltel-Euskadi - B&B Hotels-Vital Concept p/b KTM - Circus-Wanty Gobert - Total Direct Énergie - Caja Rural-Seguros RGA - Arkéa-Samsic - Bingoal-Wallonie Bruxelles Equipo continental- Equipo Kern Pharma |
| |

## Recorrido
La Vuelta a Andalucía dispuso de cinco etapas para un recorrido total de 687 kilómetros, dividido en dos etapas de alta montaña, una jornada mixta que combina un recorrido llano y de media montaña, una etapa de media montaña y por último como novedad una contrarreloj individual.
| Etapa     | Fecha     | Recorrido                        | type                    | Distancia (km) | Ganador                   | Líder          |
| --------- | --------- | -------------------------------- | ----------------------- | -------------- | ------------------------- | -------------- |
| 1.ª etapa | 19 de feb | Alhaurín de la Torre – Grazalema | etapa de montaña        | 173,8          | Jakob Fuglsang            | Jakob Fuglsang |
| 2.ª etapa | 20 de feb | Sevilla – Iznájar                | etapa llana             | 198,1          | Gonzalo Serrano Rodríguez | Jakob Fuglsang |
| 3.ª etapa | 21 de feb | Jaén – Úbeda                     | etapa de montaña        | 175,9          | Jakob Fuglsang            | Jakob Fuglsang |
| 4.ª etapa | 22 de feb | Villanueva Mesía – Granada       | etapa de media montaña  | 120            | Jack Haig                 | Jakob Fuglsang |
| 5.ª etapa | 23 de feb | Mijas – Mijas                    | contrarreloj individual | 13             | Dylan Teuns               | Jakob Fuglsang |

## Desarrollo de la carrera

### 1.ª etapa
| Alhaurín de la Torre - Grazalema | etapa de montaña | (173,8 km) |

| \| Clasificación de la etapa \| Clasificación de la etapa \| Clasificación de la etapa \| Clasificación de la etapa \| Clasificación de la etapa \| \| Ciclista \| Ciclista \| Equipo \| Tiempo \| \| \| ------------------------- \| ------------------------- \| ------------------------- \| ------------------------- \| ------------------------- \| \| 1.º \| Jakob Fuglsang \| Astana \| 4 h 41 min 08 s \| \| \| 2.º \| Mikel Landa \| Bahrain McLaren \| + 6 s \| \| \| 3.º \| Dylan Teuns \| Bahrain McLaren \| + 25 s \| \| \| 4.º \| Jack Haig \| Mitchelton-Scott \| + 27 s \| \| \| 5.º \| Pello Bilbao \| Bahrain McLaren \| + 27 s \| \| \| 6.º \| Ion Izagirre \| Astana \| + 30 s \| \| \| 7.º \| Chris Harper \| Jumbo-Visma \| + 54 s \| \| \| 8.º \| David de la Cruz \| UAE Team Emirates \| + 1 min 03 s \| \| \| 9.º \| Harm Vanhoucke \| Lotto-Soudal \| + 1 min 03 s \| \| \| 10.º \| Rubén Fernández Andújar \| Fundación-Orbea \| + 1 min 07 s \| \| |                         |                   |                 |
| |                         |                   |                 |
| |                         |                   |                 |
| Clasificación de la etapa |                         |                   |                 |
| Ciclista | Ciclista                | Equipo            | Tiempo          |
| 1.º | Jakob Fuglsang          | Astana            | 4 h 41 min 08 s |
| 2.º | Mikel Landa             | Bahrain McLaren   | + 6 s           |
| 3.º | Dylan Teuns             | Bahrain McLaren   | + 25 s          |
| 4.º | Jack Haig               | Mitchelton-Scott  | + 27 s          |
| 5.º | Pello Bilbao            | Bahrain McLaren   | + 27 s          |
| 6.º | Ion Izagirre            | Astana            | + 30 s          |
| 7.º | Chris Harper            | Jumbo-Visma       | + 54 s          |
| 8.º | David de la Cruz        | UAE Team Emirates | + 1 min 03 s    |
| 9.º | Harm Vanhoucke          | Lotto-Soudal      | + 1 min 03 s    |
| 10.º | Rubén Fernández Andújar | Fundación-Orbea   | + 1 min 07 s    |

| \| Clasificación general \| Clasificación general \| Clasificación general \| Clasificación general \| Clasificación general \| \| Ciclista \| Ciclista \| Equipo \| Tiempo \| \| \| --------------------- \| ----------------------- \| --------------------- \| --------------------- \| --------------------- \| \| 1.º \| Jakob Fuglsang \| Astana \| 4 h 41 min 08 s \| \| \| 2.º \| Mikel Landa \| Bahrain McLaren \| + 6 s \| \| \| 3.º \| Dylan Teuns \| Bahrain McLaren \| + 25 s \| \| \| 4.º \| Jack Haig \| Mitchelton-Scott \| + 27 s \| \| \| 5.º \| Pello Bilbao \| Bahrain McLaren \| + 27 s \| \| \| 6.º \| Ion Izagirre \| Astana \| + 30 s \| \| \| 7.º \| Chris Harper \| Jumbo-Visma \| + 54 s \| \| \| 8.º \| David de la Cruz \| UAE Team Emirates \| + 1 min 03 s \| \| \| 9.º \| Harm Vanhoucke \| Lotto-Soudal \| + 1 min 03 s \| \| \| 10.º \| Rubén Fernández Andújar \| Fundación-Orbea \| + 1 min 07 s \| \| |                         |                   |                 |
| |                         |                   |                 |
| |                         |                   |                 |
| Clasificación general |                         |                   |                 |
| Ciclista | Ciclista                | Equipo            | Tiempo          |
| 1.º | Jakob Fuglsang          | Astana            | 4 h 41 min 08 s |
| 2.º | Mikel Landa             | Bahrain McLaren   | + 6 s           |
| 3.º | Dylan Teuns             | Bahrain McLaren   | + 25 s          |
| 4.º | Jack Haig               | Mitchelton-Scott  | + 27 s          |
| 5.º | Pello Bilbao            | Bahrain McLaren   | + 27 s          |
| 6.º | Ion Izagirre            | Astana            | + 30 s          |
| 7.º | Chris Harper            | Jumbo-Visma       | + 54 s          |
| 8.º | David de la Cruz        | UAE Team Emirates | + 1 min 03 s    |
| 9.º | Harm Vanhoucke          | Lotto-Soudal      | + 1 min 03 s    |
| 10.º | Rubén Fernández Andújar | Fundación-Orbea   | + 1 min 07 s    |

### 2.ª etapa
| Sevilla - Iznájar | etapa llana | (198,1 km) |

| \| Clasificación de la etapa \| Clasificación de la etapa \| Clasificación de la etapa \| Clasificación de la etapa \| Clasificación de la etapa \| \| Ciclista \| Ciclista \| Equipo \| Tiempo \| \| \| ------------------------- \| ------------------------- \| ------------------------- \| ------------------------- \| ------------------------- \| \| 1.º \| Gonzalo Serrano Rodríguez \| Caja Rural-Seguros RGA \| 5 h 07 min 49 s \| \| \| 2.º \| Juanjo Lobato \| Fundación-Orbea \| + 2 s \| \| \| 3.º \| Dylan Teuns \| Bahrain McLaren \| + 2 s \| \| \| 4.º \| Clément Venturini \| AG2R La Mondiale \| + 4 s \| \| \| 5.º \| Jack Haig \| Mitchelton-Scott \| + 4 s \| \| \| 6.º \| Jakob Fuglsang \| Astana \| + 4 s \| \| \| 7.º \| Edward Planckaert \| Sport Vlaanderen-Baloise \| + 4 s \| \| \| 8.º \| Ion Izagirre \| Astana \| + 4 s \| \| \| 9.º \| Andrea Pasqualon \| Circus-Wanty Gobert \| + 4 s \| \| \| 10.º \| Marc Soler \| Movistar Team \| + 4 s \| \| |                           |                          |                 |
| |                           |                          |                 |
| |                           |                          |                 |
| Clasificación de la etapa |                           |                          |                 |
| Ciclista | Ciclista                  | Equipo                   | Tiempo          |
| 1.º | Gonzalo Serrano Rodríguez | Caja Rural-Seguros RGA   | 5 h 07 min 49 s |
| 2.º | Juanjo Lobato             | Fundación-Orbea          | + 2 s           |
| 3.º | Dylan Teuns               | Bahrain McLaren          | + 2 s           |
| 4.º | Clément Venturini         | AG2R La Mondiale         | + 4 s           |
| 5.º | Jack Haig                 | Mitchelton-Scott         | + 4 s           |
| 6.º | Jakob Fuglsang            | Astana                   | + 4 s           |
| 7.º | Edward Planckaert         | Sport Vlaanderen-Baloise | + 4 s           |
| 8.º | Ion Izagirre              | Astana                   | + 4 s           |
| 9.º | Andrea Pasqualon          | Circus-Wanty Gobert      | + 4 s           |
| 10.º | Marc Soler                | Movistar Team            | + 4 s           |

| \| Clasificación general \| Clasificación general \| Clasificación general \| Clasificación general \| Clasificación general \| \| Ciclista \| Ciclista \| Equipo \| Tiempo \| \| \| --------------------- \| ----------------------- \| --------------------- \| --------------------- \| --------------------- \| \| 1.º \| Jakob Fuglsang \| Astana \| 9 h 49 min 01 s \| \| \| 2.º \| Mikel Landa \| Bahrain McLaren \| + 6 s \| \| \| 3.º \| Dylan Teuns \| Bahrain McLaren \| + 23 s \| \| \| 4.º \| Jack Haig \| Mitchelton-Scott \| + 27 s \| \| \| 5.º \| Ion Izagirre \| Astana \| + 30 s \| \| \| 6.º \| Pello Bilbao \| Bahrain McLaren \| + 30 s \| \| \| 7.º \| Chris Harper \| Jumbo-Visma \| + 1 min 00 s \| \| \| 8.º \| Harm Vanhoucke \| Lotto-Soudal \| + 1 min 09 s \| \| \| 9.º \| Rubén Fernández Andújar \| Fundación-Orbea \| + 1 min 13 s \| \| \| 10.º \| David de la Cruz \| UAE Team Emirates \| + 1 min 14 s \| \| |                         |                   |                 |
| |                         |                   |                 |
| |                         |                   |                 |
| Clasificación general |                         |                   |                 |
| Ciclista | Ciclista                | Equipo            | Tiempo          |
| 1.º | Jakob Fuglsang          | Astana            | 9 h 49 min 01 s |
| 2.º | Mikel Landa             | Bahrain McLaren   | + 6 s           |
| 3.º | Dylan Teuns             | Bahrain McLaren   | + 23 s          |
| 4.º | Jack Haig               | Mitchelton-Scott  | + 27 s          |
| 5.º | Ion Izagirre            | Astana            | + 30 s          |
| 6.º | Pello Bilbao            | Bahrain McLaren   | + 30 s          |
| 7.º | Chris Harper            | Jumbo-Visma       | + 1 min 00 s    |
| 8.º | Harm Vanhoucke          | Lotto-Soudal      | + 1 min 09 s    |
| 9.º | Rubén Fernández Andújar | Fundación-Orbea   | + 1 min 13 s    |
| 10.º | David de la Cruz        | UAE Team Emirates | + 1 min 14 s    |

### 3.ª etapa
| Jaén - Úbeda | etapa de montaña | (175,9 km) |

| \| Clasificación de la etapa \| Clasificación de la etapa \| Clasificación de la etapa \| Clasificación de la etapa \| Clasificación de la etapa \| \| Ciclista \| Ciclista \| Equipo \| Tiempo \| \| \| ------------------------- \| ------------------------- \| ------------------------- \| ------------------------- \| ------------------------- \| \| 1.º \| Jakob Fuglsang \| Astana \| 4 h 33 min 25 s \| \| \| 2.º \| Pello Bilbao \| Bahrain McLaren \| + 0 s \| \| \| 3.º \| Brandon McNulty \| UAE Team Emirates \| + 1 s \| \| \| 4.º \| Ion Izagirre \| Astana \| + 4 s \| \| \| 5.º \| Marc Soler \| Movistar Team \| + 6 s \| \| \| 6.º \| Dylan Teuns \| Bahrain McLaren \| + 8 s \| \| \| 7.º \| Jack Haig \| Mitchelton-Scott \| + 8 s \| \| \| 8.º \| Mikel Landa \| Bahrain McLaren \| + 8 s \| \| \| 9.º \| Antwan Tolhoek \| Jumbo-Visma \| + 13 s \| \| \| 10.º \| Maurits Lammertink \| Circus-Wanty Gobert \| + 26 s \| \| |                    |                     |                 |
| |                    |                     |                 |
| |                    |                     |                 |
| Clasificación de la etapa |                    |                     |                 |
| Ciclista | Ciclista           | Equipo              | Tiempo          |
| 1.º | Jakob Fuglsang     | Astana              | 4 h 33 min 25 s |
| 2.º | Pello Bilbao       | Bahrain McLaren     | + 0 s           |
| 3.º | Brandon McNulty    | UAE Team Emirates   | + 1 s           |
| 4.º | Ion Izagirre       | Astana              | + 4 s           |
| 5.º | Marc Soler         | Movistar Team       | + 6 s           |
| 6.º | Dylan Teuns        | Bahrain McLaren     | + 8 s           |
| 7.º | Jack Haig          | Mitchelton-Scott    | + 8 s           |
| 8.º | Mikel Landa        | Bahrain McLaren     | + 8 s           |
| 9.º | Antwan Tolhoek     | Jumbo-Visma         | + 13 s          |
| 10.º | Maurits Lammertink | Circus-Wanty Gobert | + 26 s          |

| \| Clasificación general \| Clasificación general \| Clasificación general \| Clasificación general \| Clasificación general \| \| Ciclista \| Ciclista \| Equipo \| Tiempo \| \| \| --------------------- \| ----------------------- \| --------------------- \| --------------------- \| --------------------- \| \| 1.º \| Jakob Fuglsang \| Astana \| 14 h 22 min 26 s \| \| \| 2.º \| Mikel Landa \| Bahrain McLaren \| + 14 s \| \| \| 3.º \| Pello Bilbao \| Bahrain McLaren \| + 30 s \| \| \| 4.º \| Dylan Teuns \| Bahrain McLaren \| + 31 s \| \| \| 5.º \| Ion Izagirre \| Astana \| + 34 s \| \| \| 6.º \| Jack Haig \| Mitchelton-Scott \| + 35 s \| \| \| 7.º \| Chris Harper \| Jumbo-Visma \| + 1 min 23 s \| \| \| 8.º \| Marc Soler \| Movistar Team \| + 1 min 27 s \| \| \| 9.º \| Rubén Fernández Andújar \| Fundación-Orbea \| + 1 min 36 s \| \| \| 10.º \| Harm Vanhoucke \| Lotto-Soudal \| + 1 min 36 s \| \| |                         |                  |                  |
| |                         |                  |                  |
| |                         |                  |                  |
| Clasificación general |                         |                  |                  |
| Ciclista | Ciclista                | Equipo           | Tiempo           |
| 1.º | Jakob Fuglsang          | Astana           | 14 h 22 min 26 s |
| 2.º | Mikel Landa             | Bahrain McLaren  | + 14 s           |
| 3.º | Pello Bilbao            | Bahrain McLaren  | + 30 s           |
| 4.º | Dylan Teuns             | Bahrain McLaren  | + 31 s           |
| 5.º | Ion Izagirre            | Astana           | + 34 s           |
| 6.º | Jack Haig               | Mitchelton-Scott | + 35 s           |
| 7.º | Chris Harper            | Jumbo-Visma      | + 1 min 23 s     |
| 8.º | Marc Soler              | Movistar Team    | + 1 min 27 s     |
| 9.º | Rubén Fernández Andújar | Fundación-Orbea  | + 1 min 36 s     |
| 10.º | Harm Vanhoucke          | Lotto-Soudal     | + 1 min 36 s     |

### 4.ª etapa
| Villanueva Mesía - Granada | etapa de media montaña | (120 km) |

| \| Clasificación de la etapa \| Clasificación de la etapa \| Clasificación de la etapa \| Clasificación de la etapa \| Clasificación de la etapa \| \| Ciclista \| Ciclista \| Equipo \| Tiempo \| \| \| ------------------------- \| ------------------------- \| ------------------------- \| ------------------------- \| ------------------------- \| \| 1.º \| Jack Haig \| Mitchelton-Scott \| 3 h 07 min 35 s \| \| \| 2.º \| Jakob Fuglsang \| Astana \| + 0 s \| \| \| 3.º \| Mikel Landa \| Bahrain McLaren \| + 0 s \| \| \| 4.º \| Brandon McNulty \| UAE Team Emirates \| + 27 s \| \| \| 5.º \| Ion Izagirre \| Astana \| + 27 s \| \| \| 6.º \| Dylan Teuns \| Bahrain McLaren \| + 1 min 14 s \| \| \| 7.º \| Marc Soler \| Movistar Team \| + 1 min 14 s \| \| \| 8.º \| Álvaro Cuadros \| Caja Rural-Seguros RGA \| + 1 min 14 s \| \| \| 9.º \| Harm Vanhoucke \| Lotto-Soudal \| + 1 min 14 s \| \| \| 10.º \| Andrey Zeits \| Mitchelton-Scott \| + 1 min 14 s \| \| |                 |                        |                 |
| |                 |                        |                 |
| |                 |                        |                 |
| Clasificación de la etapa |                 |                        |                 |
| Ciclista | Ciclista        | Equipo                 | Tiempo          |
| 1.º | Jack Haig       | Mitchelton-Scott       | 3 h 07 min 35 s |
| 2.º | Jakob Fuglsang  | Astana                 | + 0 s           |
| 3.º | Mikel Landa     | Bahrain McLaren        | + 0 s           |
| 4.º | Brandon McNulty | UAE Team Emirates      | + 27 s          |
| 5.º | Ion Izagirre    | Astana                 | + 27 s          |
| 6.º | Dylan Teuns     | Bahrain McLaren        | + 1 min 14 s    |
| 7.º | Marc Soler      | Movistar Team          | + 1 min 14 s    |
| 8.º | Álvaro Cuadros  | Caja Rural-Seguros RGA | + 1 min 14 s    |
| 9.º | Harm Vanhoucke  | Lotto-Soudal           | + 1 min 14 s    |
| 10.º | Andrey Zeits    | Mitchelton-Scott       | + 1 min 14 s    |

| \| Clasificación general \| Clasificación general \| Clasificación general \| Clasificación general \| Clasificación general \| \| Ciclista \| Ciclista \| Equipo \| Tiempo \| \| \| --------------------- \| ----------------------- \| --------------------- \| --------------------- \| --------------------- \| \| 1.º \| Jakob Fuglsang \| Astana \| 17 h 30 min 01 s \| \| \| 2.º \| Mikel Landa \| Bahrain McLaren \| + 14 s \| \| \| 3.º \| Jack Haig \| Mitchelton-Scott \| + 35 s \| \| \| 4.º \| Ion Izagirre \| Astana \| + 1 min 01 s \| \| \| 5.º \| Pello Bilbao \| Bahrain McLaren \| + 1 min 44 s \| \| \| 6.º \| Dylan Teuns \| Bahrain McLaren \| + 1 min 45 s \| \| \| 7.º \| Marc Soler \| Movistar Team \| + 2 min 41 s \| \| \| 8.º \| Rubén Fernández Andújar \| Fundación-Orbea \| + 2 min 50 s \| \| \| 9.º \| Harm Vanhoucke \| Lotto-Soudal \| + 2 min 50 s \| \| \| 10.º \| Brandon McNulty \| UAE Team Emirates \| + 2 min 59 s \| \| |                         |                   |                  |
| |                         |                   |                  |
| |                         |                   |                  |
| Clasificación general |                         |                   |                  |
| Ciclista | Ciclista                | Equipo            | Tiempo           |
| 1.º | Jakob Fuglsang          | Astana            | 17 h 30 min 01 s |
| 2.º | Mikel Landa             | Bahrain McLaren   | + 14 s           |
| 3.º | Jack Haig               | Mitchelton-Scott  | + 35 s           |
| 4.º | Ion Izagirre            | Astana            | + 1 min 01 s     |
| 5.º | Pello Bilbao            | Bahrain McLaren   | + 1 min 44 s     |
| 6.º | Dylan Teuns             | Bahrain McLaren   | + 1 min 45 s     |
| 7.º | Marc Soler              | Movistar Team     | + 2 min 41 s     |
| 8.º | Rubén Fernández Andújar | Fundación-Orbea   | + 2 min 50 s     |
| 9.º | Harm Vanhoucke          | Lotto-Soudal      | + 2 min 50 s     |
| 10.º | Brandon McNulty         | UAE Team Emirates | + 2 min 59 s     |

### 5.ª etapa
| Mijas - Mijas | contrarreloj individual | (13 km) |

| \| Clasificación de la etapa \| Clasificación de la etapa \| Clasificación de la etapa \| Clasificación de la etapa \| Clasificación de la etapa \| \| Ciclista \| Ciclista \| Equipo \| Tiempo \| \| \| ------------------------- \| ------------------------- \| ------------------------- \| ------------------------- \| ------------------------- \| \| 1.º \| Dylan Teuns \| Bahrain McLaren \| 17 min 57 s \| \| \| 2.º \| Jakob Fuglsang \| Astana \| + 17 min 57 s \| \| \| 3.º \| Alexander Edmondson \| Mitchelton-Scott \| + 2 s \| \| \| 4.º \| Pello Bilbao \| Bahrain McLaren \| + 3 s \| \| \| 5.º \| Brandon McNulty \| UAE Team Emirates \| + 9 s \| \| \| 6.º \| Ion Izagirre \| Astana \| + 17 s \| \| \| 7.º \| Jack Haig \| Mitchelton-Scott \| + 24 s \| \| \| 8.º \| Chris Harper \| Jumbo-Visma \| + 31 s \| \| \| 9.º \| Nélson Filippe Oliveira \| Movistar Team \| + 32 s \| \| \| 10.º \| Sonny Colbrelli \| Bahrain McLaren \| + 33 s \| \| |                         |                   |               |
| |                         |                   |               |
| |                         |                   |               |
| Clasificación de la etapa |                         |                   |               |
| Ciclista | Ciclista                | Equipo            | Tiempo        |
| 1.º | Dylan Teuns             | Bahrain McLaren   | 17 min 57 s   |
| 2.º | Jakob Fuglsang          | Astana            | + 17 min 57 s |
| 3.º | Alexander Edmondson     | Mitchelton-Scott  | + 2 s         |
| 4.º | Pello Bilbao            | Bahrain McLaren   | + 3 s         |
| 5.º | Brandon McNulty         | UAE Team Emirates | + 9 s         |
| 6.º | Ion Izagirre            | Astana            | + 17 s        |
| 7.º | Jack Haig               | Mitchelton-Scott  | + 24 s        |
| 8.º | Chris Harper            | Jumbo-Visma       | + 31 s        |
| 9.º | Nélson Filippe Oliveira | Movistar Team     | + 32 s        |
| 10.º | Sonny Colbrelli         | Bahrain McLaren   | + 33 s        |

## Clasificaciones finales
- Las clasificaciones finalizaron de la siguiente forma:[5]

### Clasificación general
| \| Clasificación general \| Clasificación general \| Clasificación general \| Clasificación general \| Clasificación general \| \| Ciclista \| Ciclista \| Equipo \| Tiempo \| \| \| --------------------- \| ----------------------- \| --------------------- \| --------------------- \| --------------------- \| \| 1.º \| Jakob Fuglsang \| Astana \| 17 h 47 min 58 s \| \| \| 2.º \| Jack Haig \| Mitchelton-Scott \| + 59 s \| \| \| 3.º \| Mikel Landa \| Bahrain McLaren \| + 1 min 12 s \| \| \| 4.º \| Ion Izagirre \| Astana \| + 1 min 18 s \| \| \| 5.º \| Dylan Teuns \| Bahrain McLaren \| + 1 min 45 s \| \| \| 6.º \| Pello Bilbao \| Bahrain McLaren \| + 1 min 47 s \| \| \| 7.º \| Brandon McNulty \| UAE Team Emirates \| + 3 min 08 s \| \| \| 8.º \| Marc Soler \| Movistar Team \| + 3 min 21 s \| \| \| 9.º \| Rubén Fernández Andújar \| Fundación-Orbea \| + 3 min 33 s \| \| \| 10.º \| Harm Vanhoucke \| Lotto-Soudal \| + 4 min 12 s \| \| |                         |                   |                  |
| |                         |                   |                  |
| Fuente: ProCyclingStats |                         |                   |                  |
| Clasificación general |                         |                   |                  |
| Ciclista | Ciclista                | Equipo            | Tiempo           |
| 1.º | Jakob Fuglsang          | Astana            | 17 h 47 min 58 s |
| 2.º | Jack Haig               | Mitchelton-Scott  | + 59 s           |
| 3.º | Mikel Landa             | Bahrain McLaren   | + 1 min 12 s     |
| 4.º | Ion Izagirre            | Astana            | + 1 min 18 s     |
| 5.º | Dylan Teuns             | Bahrain McLaren   | + 1 min 45 s     |
| 6.º | Pello Bilbao            | Bahrain McLaren   | + 1 min 47 s     |
| 7.º | Brandon McNulty         | UAE Team Emirates | + 3 min 08 s     |
| 8.º | Marc Soler              | Movistar Team     | + 3 min 21 s     |
| 9.º | Rubén Fernández Andújar | Fundación-Orbea   | + 3 min 33 s     |
| 10.º | Harm Vanhoucke          | Lotto-Soudal      | + 4 min 12 s     |

### Clasificación de la montaña
| Clasificación de la montaña | Clasificación de la montaña | Clasificación de la montaña | Clasificación de la montaña | Clasificación de la montaña |
| Ciclista                    | Ciclista                    | Equipo                      | Puntos                      |                             |
| --------------------------- | --------------------------- | --------------------------- | --------------------------- | --------------------------- |
| 1.º                         | Floris De Tier              | Alpecin-Fenix               | 32 pts                      |                             |
| 2.º                         | Mikel Bizkarra              | Fundación-Orbea             | 20 pts                      |                             |
| 3.º                         | Jakob Fuglsang              | Astana                      | 16 pts                      |                             |
| 4.º                         | Jack Haig                   | Mitchelton-Scott            | 16 pts                      |                             |
| 5.º                         | Mikel Landa                 | Bahrain McLaren             | 16 pts                      |                             |
| 6.º                         | Maurits Lammertink          | Circus-Wanty Gobert         | 10 pts                      |                             |
| 7.º                         | Carmelo Urbano              | Caja Rural-Seguros RGA      | 9 pts                       |                             |
| 8.º                         | Enric Mas                   | Movistar Team               | 9 pts                       |                             |
| 9.º                         | Lennard Hofstede            | Jumbo-Visma                 | 8 pts                       |                             |
| 10.º                        | Jérôme Cousin               | Total Direct Énergie        | 6 pts                       |                             |

### Clasificación por puntos
| Clasificación por puntos | Clasificación por puntos  | Clasificación por puntos | Clasificación por puntos | Clasificación por puntos |
| Ciclista                 | Ciclista                  | Equipo                   | Puntos                   |                          |
| ------------------------ | ------------------------- | ------------------------ | ------------------------ | ------------------------ |
| 1.º                      | Jakob Fuglsang            | Astana                   | 100 pts                  |                          |
| 2.º                      | Dylan Teuns               | Bahrain McLaren          | 77 pts                   |                          |
| 3.º                      | Jack Haig                 | Mitchelton-Scott         | 69 pts                   |                          |
| 4.º                      | Ion Izagirre              | Astana                   | 54 pts                   |                          |
| 5.º                      | Pello Bilbao              | Bahrain McLaren          | 54 pts                   |                          |
| 6.º                      | Mikel Landa               | Bahrain McLaren          | 48 pts                   |                          |
| 7.º                      | Brandon McNulty           | UAE Team Emirates        | 42 pts                   |                          |
| 8.º                      | Marc Soler                | Movistar Team            | 34 pts                   |                          |
| 9.º                      | Gonzalo Serrano Rodríguez | Caja Rural-Seguros RGA   | 25 pts                   |                          |
| 10.º                     | Juanjo Lobato             | Fundación-Orbea          | 20 pts                   |                          |

### Clasificación por equipos
| Clasificación por equipos | Clasificación por equipos | Clasificación por equipos | Clasificación por equipos |
| Equipo                    | Equipo                    | Tiempo                    |                           |
| ------------------------- | ------------------------- | ------------------------- | ------------------------- |
| 1.º                       | Bahrain McLaren           | 53 h 28 min 13 s          |                           |
| 2.º                       | Mitchelton-Scott          | + 4 min 38 s              |                           |
| 3.º                       | Astana                    | + 12 min 18 s             |                           |
| 4.º                       | Movistar Team             | + 15 min 44 s             |                           |
| 5.º                       | Euskaltel-Euskadi         | + 16 min 54 s             |                           |
| 6.º                       | UAE Team Emirates         | + 24 min 52 s             |                           |
| 7.º                       | Lotto Soudal              | + 29 min 29 s             |                           |
| 8.º                       | Jumbo-Visma               | + 31 min 28 s             |                           |
| 9.º                       | Equipo Kern Pharma        | + 36 min 52 s             |                           |
| 10.º                      | Caja Rural-Seguros RGA    | + 39 min 06 s             |                           |

## Evolución de las clasificaciones
| Etapa                   | Vencedor                | Clasificación general | Clasificación por puntos | Clasificación de la montaña | Clasificación de las metas volantes | Clasificación por equipos |
| ----------------------- | ----------------------- | --------------------- | ------------------------ | --------------------------- | ----------------------------------- | ------------------------- |
| 1.ª                     | Jakob Fuglsang          | Jakob Fuglsang        | Jakob Fuglsang           | Jakob Fuglsang              | Carmelo Urbano                      | Bahrain McLaren           |
| 2.ª                     | Gonzalo Serrano         | Jakob Fuglsang        | Jakob Fuglsang           | Jakob Fuglsang              | Carmelo Urbano                      | Bahrain McLaren           |
| 3.ª                     | Jakob Fuglsang          | Jakob Fuglsang        | Jakob Fuglsang           | Floris De Tier              | Loïc Vliegen                        | Bahrain McLaren           |
| 4.ª                     | Jack Haig               | Jakob Fuglsang        | Jakob Fuglsang           | Floris De Tier              | Loïc Vliegen                        | Bahrain McLaren           |
| 5.ª                     | Dylan Teuns             | Jakob Fuglsang        | Jakob Fuglsang           | Floris De Tier              | Loïc Vliegen                        | Bahrain McLaren           |
| Clasificaciones finales | Clasificaciones finales | Jakob Fuglsang        | Jakob Fuglsang           | Floris De Tier              | Loïc Vliegen                        | Bahrain McLaren           |

## Ciclistas participantes y posiciones finales
Convenciones:
- AB-N: Abandono en la etapa "N"
- FLT-N: Retiro por llegada fuera del límite de tiempo en la etapa "N"
- NTS-N: No tomó la salida para la etapa "N"
- DES-N: Descalificado o expulsado en la etapa "N"

## UCI World Ranking
La Vuelta a Andalucía otorgó puntos para el UCI World Ranking para corredores de los equipos en las categorías UCI WorldTeam, UCI ProTeam y Continental. Las siguientes tablas son el baremo de puntuación y los 10 corredores que obtuvieron más puntos:
| Posición              | 1.º | 2.º | 3.º | 4.º | 5.º | 6.º | 7.º | 8.º | 9.º | 10.º | 11.º | 12.º | 13.º | 14.º | 15.º | 16.º-30.º | 31.º-40.º |
| Clasificación general | 200 | 150 | 125 | 100 | 85  | 70  | 60  | 50  | 40  | 35   | 30   | 25   | 20   | 15   | 10   | 5         | 3         |
| Por etapa             | 20  | 10  | 5   |     |     |     |     |     |     |      |      |      |      |      |      |           |           |
| Líder                 | 5   |     |     |     |     |     |     |     |     |      |      |      |      |      |      |           |           |

| Clasificación |                 |                  |         |       |       |       |
| Posición      | Ciclista        | Equipo           | General | Etapa | Líder | Total |
| ------------- | --------------- | ---------------- | ------- | ----- | ----- | ----- |
| 1.º           | Jakob Fuglsang  | Astana           | 200     | 60    | 20    | 280   |
| 2.º           | Jack Haig       | Mitchelton-Scott | 150     | 20    | -     | 170   |
| 3.º           | Mikel Landa     | Bahrain McLaren  | 125     | 15    | -     | 140   |
| 4.º           | Dylan Teuns     | Bahrain McLaren  | 85      | 30    | -     | 115   |
| 5.º           | Ion Izagirre    | Astana           | 100     | -     | -     | 100   |
| 6.º           | Pello Bilbao    | Bahrain McLaren  | 70      | 10    | -     | 80    |
| 7.º           | Brandon McNulty | UAE Emirates     | 60      | 5     | -     | 65    |
| 8.º           | Marc Soler      | Movistar         | 50      | -     | -     | 50    |
| 9.º           | Rubén Fernández | Fundación-Orbea  | 40      | -     | -     | 40    |
| 10.º          | Harm Vanhoucke  | Lotto Soudal     | 35      | -     | -     | 35    |